# Liste der Biografien/Schwag
Liste der Biografien |
Portal Biografien |
Personensuche
# |
A |
B |
C |
D |
E |
F |
G |
H |
I |
J |
K |
L |
M |
N |
O |
P |
Q |
R |
S |
T |
U |
V |
W |
X |
Y |
Z |
?
 
Sa |
Sb |
Sc |
Sd |
Se |
Sf |
Sg |
Sh |
Si |
Sj |
Sk |
Sl |
Sm |
Sn |
So |
Sp |
Sq |
Sr |
Ss |
St |
Su |
Sv |
Sw |
Sy |
Sz
 
Sca–Sce |
Sch |
Sci–Scz
 
Scha |
Schc |
Schd |
Sche |
Schg |
Schi |
Schj |
Schk |
Schl |
Schm |
Schn |
Scho |
Schp |
Schr |
Schs |
Scht |
Schu |
Schv |
Schw |
Schy
 
Schwa |
Schwe |
Schwi |
Schwo |
Schwu |
Schwy
 
Schwaa |
Schwab |
Schwac |
Schwad |
Schwae |
Schwag |
Schwah |
Schwai |
Schwak |
Schwal |
Schwam |
Schwan |
Schwap |
Schwar |
Schwas |
Schwat |
Schwau |
Schwaz
Die Liste der Biografien führt alle Personen auf, die in der deutschsprachigen Wikipedia einen Artikel haben. Dieses ist eine Teilliste mit 36 Einträgen von Personen, deren Namen mit den Buchstaben „Schwag“ beginnt.

## Schwag

### Schwage
- Schwagenscheidt, Walter (1886–1968), deutscher Architekt und Städteplaner
- Schwager, Alex, Schweizer Orientierungsläufer
- Schwager, Andra (* 1978), deutsche Basketballspielerin
- Schwager, André (* 1985), deutscher Jazzmusiker (Piano, Hammond, Keyboards, Komposition)
- Schwager, Christoph (* 1957), Schweizer Theaterschaffender und Theologe
- Schwager, Dietmar (1940–2018), deutscher Fußballspieler und -trainer
- Schwager, Dominik (* 1976), deutscher Rennfahrer
- Schwager, Franz (1945–2018), österreichischer Politiker (FPÖ), Kärntner Landtagsabgeordneter
- Schwager, Friedrich (1876–1929), deutscher Missionswissenschaftler
- Schwager, Fritz (1866–1903), deutscher Architekt
- Schwager, Fritz (1913–1966), österreichischer Parteifunktionär (SPÖ/KPÖ/KPD/SED)
- Schwager, Georg Franz Xaver (* 1963), deutscher Theologe
- Schwager, Hans-Joachim (1929–2004), deutscher Theologe und Pädagoge
- Schwager, Helmut (1922–2021), deutscher Bildhauer
- Schwager, Hermann (* 1901), deutscher Politiker (KPD, SPD), MdBB
- Schwager, Irma (1920–2015), österreichische Widerstandskämpferin
- Schwager, Johann Moritz (1738–1804), deutscher evangelischer Theologe
- Schwager, Klaus (1925–2016), deutscher Kunsthistoriker
- Schwager, Natalie (* 1984), österreichische Filmeditorin und Filmproduzentin
- Schwager, Patricia (* 1983), schweizerische Radsportlerin
- Schwager, Raymund (1935–2004), schweizerischer katholischer Theologe und Jesuit
- Schwager, Reg (* 1962), kanadischer Jazzmusiker (Gitarre, Komposition, Arrangement)
- Schwager, Richard (1822–1880), österreichischer Maler
- Schwager, Robert (* 1961), deutscher Wirtschaftswissenschaftler und Hochschullehrer
- Schwager, Rudolf, deutscher Tischtennisspieler
- Schwager, Sebastian (* 1984), deutscher Radrennfahrer
- Schwager, Susanna (* 1959), Schweizer Schriftstellerin
- Schwager, Thomas (* 1964), Schweizer Politiker (GPS)
- Schwager, Ute (* 1971), deutsche Wasserspringerin
- Schwägerl, Christian (* 1968), deutscher Wissenschafts-, Politik- und Umweltjournalist sowie AutorChristian Schwägerl (* 1968)

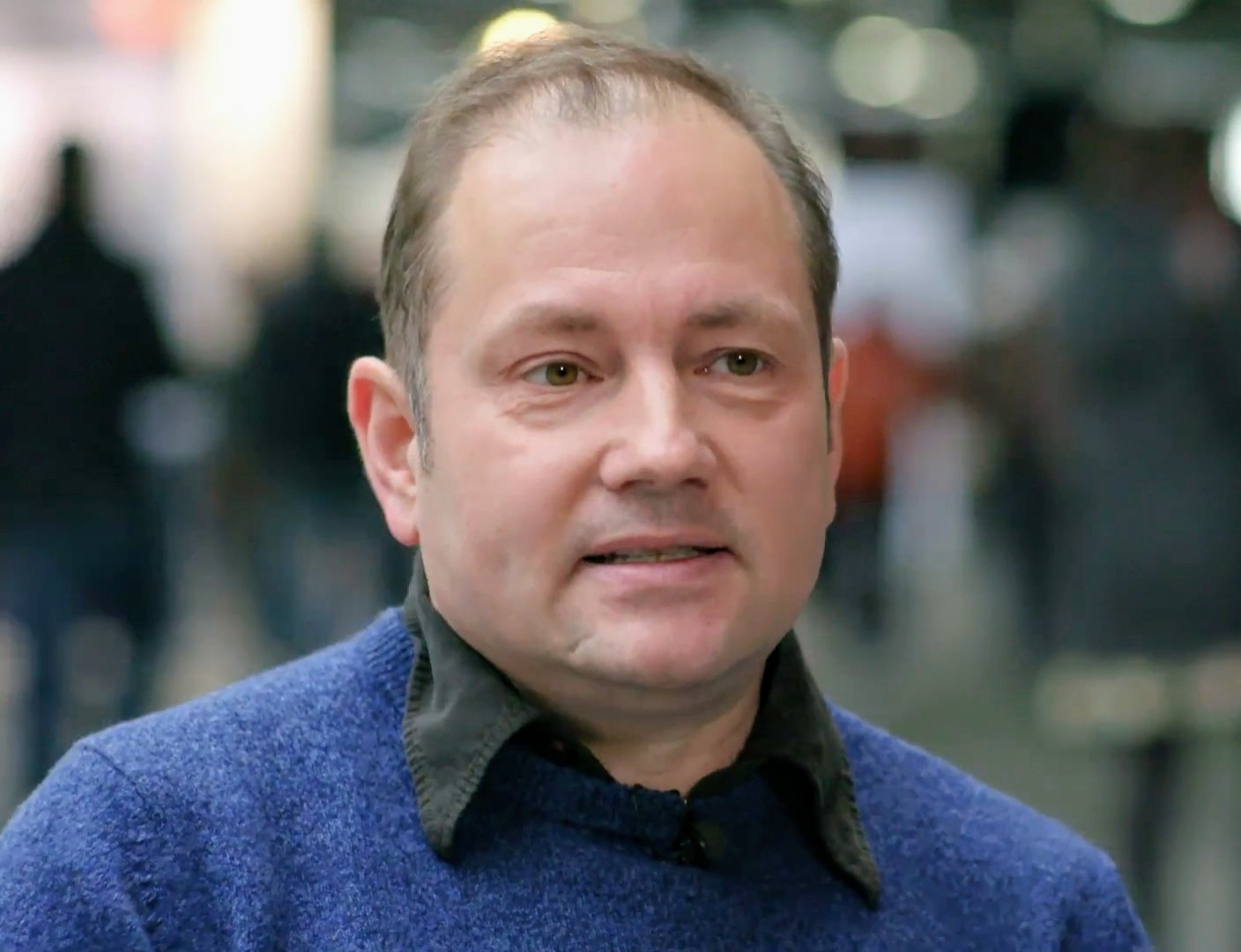
Christian Schwägerl (* 1968)

- Schwägerl, Hans (1901–1973), deutscher Politiker (CSU), MdL Bayern
- Schwagerl, Hans Joachim (1926–2006), deutscher Jurist und Ministerialbeamter
- Schwägerl, Katharina (* 1983), deutsche Schauspielerin und Kabarettistin

### Schwagl
- Schwägler, Catharina (* 1994), deutsche Fußballspielerin

### Schwagm
- Schwagmeyer, Josef, deutscher Fußballspieler

### Schwagr
- Schwägrichen, Christian Friedrich (1775–1853), deutscher Botaniker und Bryologe